# Juan José Laborda
Juan José Laborda Martín (ur. 4 października 1947 w Bilbao) – hiszpański polityk, historyk i nauczyciel akademicki, senator, w latach 1989–1996 przewodniczący Senatu.

## Życiorys
Ukończył historię nowożytną na Universidad de Valladolid oraz dziennikarstwo na Uniwersytecie Nawarry. Doktoryzował się na uniwersytecie kształcenia na odległość UNED. Został nauczycielem akademickim na Universidad de Burgos, na którym doszedł do stanowiska profesora. W 2015 został także kierownikiem katedry monarchii parlamentarnej na Universidad Rey Juan Carlos. Od 2013 członek korespondent Królewskiej Akademii Historii. Autor licznych artykułów dotyczących patriotyzmu konstytucyjnego, hiszpańskiej myśli politycznej i demokracji, a także regularny publicysta lokalnego dziennika „Diario de Burgos”.
Zaangażował się w działalność polityczną w ramach Hiszpańskiej Socjalistycznej Partii Robotniczej (PSOE). W 1977 w okresie przemian politycznych wszedł w skład działającego w ramach nowo wybranej konstytuanty Senatu. W wyższej izbie Kortezów Generalnych zasiadał nieprzerwanie do 2008. W latach 1979–1987 i 1996–2004 kierował frakcją senacką socjalistów. Od 1985 do 1990 pełnił funkcję sekretarza generalnego PSOE w Kastylii i Leónie. W latach 1989–1996 zajmował stanowisko przewodniczącego Senatu. W 2008 został powołany w skład hiszpańskiej Rady Stanu, rządowego organu doradczego.
Wyróżniony tytułem doktora honoris causa Universidad de Burgos.